# Kleine Tulln
Die Kleine Tulln ist ein Fluss in Niederösterreich.

## Geographie
Sie entspringt in 400 m ü. A. als "Koglbach" nördlich von Rekawinkel (Pressbaum) fließt nach Norden über Kogl (Sieghartskirchen) (wo sie ab der Einmündung des Starzbaches am südlichen Ortsende von Kogl wirklich Kleine Tulln heißt), bis sie (so war es bis in die 1980er-Jahre) nach insgesamt ca. 24 km bei Tulln im Bezirk Tulln in die Donau mündete (Seehöhe ca. 177 m ü. A.).
Seit der Errichtung des Donaukraftwerks Greifenstein (1981–1985) fließt das Hochwasser der Kleinen Tulln in Judenau in die Große Tulln, der Niederwasserabfluss der Kleinen Tulln fließt ab Judenau weiterhin durch das alte Flussbett in die Altarme zwischen Langenlebarn und Greifenstein und dann unterhalb des Kraftwerks Greifenstein in die Donau.
Die Ortschaften von der Koglbach-Quelle bis zur ursprünglichen Mündung heißen:
- Sieghartskirchen / Ortsteil Kronstein
- Asperhofen / Ortsteil Geigelberg
- Sieghartskirchen / Ortsteile Kogl, Sieghartskirchen, Wagendorf, Henzing
- Judenau-Baumgarten / Ortsteile Judenau, Zöfing, Baumgarten, Freundorf
- Tulln an der Donau / Ortsteile Staasdorf, Frauenhofen, Tulln Stadt, Langenlebarn

## Hydrologie
Die wichtigsten Zubringer der Kleinen Tulln lauten von der Quelle (Koglbach) zur Mündung (rechts / links im orographischen Sinne, also flussab schauend):
- Haberbach (rechts)
- Schönbach (links)
- Starzbach (links)
- Röhrenbach (links)
- Rossbach (Bonnabach / Rappoltenkirchner Bach) (rechts)
- Elsbach (rechts)

Das Einzugsgebiet umfasste ursprünglich 96,6 km² (bis Judenau 71,4 km²).

## Geologie
Von der Quelle bis Asperhofen / Geigelberg fließt die Kleine Tulln (hier noch „Koglbach“) durch die Flyschzone (Sandstein, Mergel und Tonstein aus der Kreidezeit bis zum Paläogen / Alttertiär). Die Gesteine sind überwiegend wasserundurchlässig, sodass Regenwässer oder Schmelzwasser nach kurzer Zeit in den Fluss gelangen.
In Sieghartskirchen / Ortsteil Kogl durchquert die Kleine Tulln (Koglbach) die hier schmale Zone der Subalpinen Molasse. Es handelt sich dabei um gefaltete Konglomerate (Buchberg, Hohe Warte) und feinkörnigere Sedimente, die sich aber aufgrund der geringen Breite dieser Zone auf den Abfluss in der Kleinen Tulln nicht auswirken.

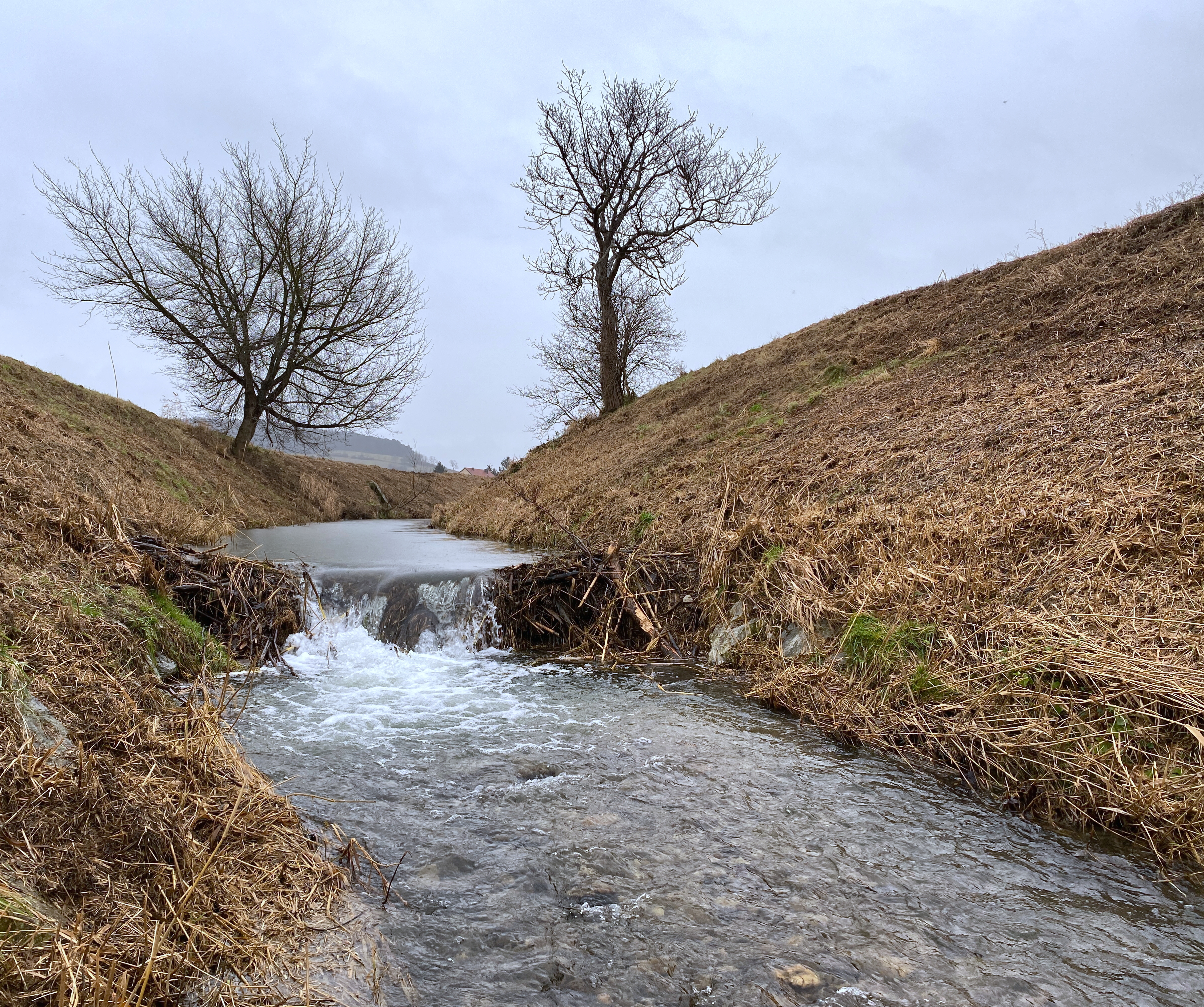
Die Kleine Tulln zwischen Sieghartskirchen und Judenau

Ab Sieghartskirchen fließt die Kleine Tulln durch die Molasse. Es handelt sich dabei überwiegend um Sande, Schluffe und Tone (Schlier) aus dem Neogen, die stellenweise von Lössen überlagert werden. Auch diese Lockergesteine sind gering wasserdurchlässig, jedoch ist das Gelände aufgrund ihrer geringen Standfestigkeit überwiegend so flach, dass aus diesem Bereich keine großen Wassermengen mehr anfallen.
Flussab von Judenau verläuft bzw. verlief die Kleine Tulln bis zu ihrer (ehemaligen) Mündung im Tullnerfeld, einer breiten quartären Schotterfläche, in der keinerlei Oberflächenabfluss stattfindet, da das Gelände praktisch horizontal ist und Niederschläge in den gut durchlässigen Schottern und Sanden versickern können.

## Namen
Seit spätestens 1810 wird das Gewässer als kleine Tulln bezeichnet. Davor und bis etwa 1905 wurde es auch als kleiner Tulnerbach oder kleiner Tullnerbach bezeichnet, wobei eine Verwechslungsgefahr mit dem nach Süden fließenden Tullnerbach besteht, welcher über den Wienfluss in die Donau gelangt.